# Белка-крошка
Белка-крошка, или белка-пигмей, или белка-мошка (лат. Sciurillus pusillus, «белочка очень маленькая») — вид грызунов, единственный в роде Sciurillus монотипического подсемейства Sciurillinae семейства Беличьи (Sciuridae). Это очень маленькая древесная белка. Встречается в низинных дождевых лесах Бразилии, Колумбии, Перу, Французской Гвианы, Гвиане и Суринама, где живёт в кронах деревьев. Питается фруктами, орехами и корой деревьев. Отличительной особенностью этих белок является пронзительный крик, похожий на стрекотание кузнечика.

## Подвиды
| Подвиды         | Автор              | Синонимы |
| --------------- | ------------------ | -------- |
| S. p. pusillus  | E. Geoffroy (1803) | нет      |
| S. p. glaucinus | Thomas (1914)      | hoehnei  |
| S. p. kuhlii    | Gray (1867)        | нет      |